# Aganippe robusta
Aganippe robusta là một loài nhện trong họ Idiopidae.
Loài này thuộc chi Aganippe. Aganippe robusta được William Joseph Rainbow & Pulleine miêu tả năm 1918.